# Port lotniczy Hisar
Port lotniczy Hisar, także Port lotniczy Ajni - regionalny port lotniczy położony w miejscowości Hisar, w Tadżykistanie. Obsługuje połączenia krajowe.